# Łukasz Bodaszewski
Łukasz Jan (Julian) Bodaszewski (ur. 18 października 1849, zm. 14 lutego 1908 we Lwowie) – polski fizyk, architekt.

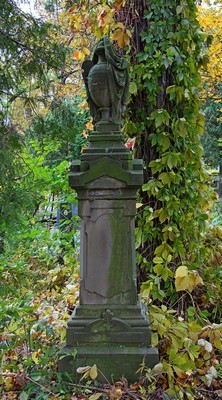
Nagrobek Łukasza Bodaszewskiego

## Życiorys
Ukończył Akademię Techniczną we Lwowie, od 1872 jako inżynier zaprojektował i nadzorował budowę linii kolejowej Lwów-Stryj. Następnie współpracował z architektem Albinem Zagórskim, po zaprzestaniu pracy architekta objął w stanowisko asystenta Józefa Rychtera w Katedrze Fizyki Szkoły Politechnicznej we Lwowie, w 1881 uzyskał stopień inżyniera cywilnego. W 1902 ogłosił "Teoryę ruchu wody na zasadzie ruchu falowego" i otrzymał stanowisko profesora w Katedrze Robót Wodnych. Opisał i zinterpretował ruchy Browna (zwane ruchami Browna-Bodaszewskiego) zawiesin w gazach. Na zlecenie władz miasta Sanoka prowadził badania nad źródłami wody pitnej dla tego miasta, które miały być doprowadzone do niego wodociągami, jednak przedwcześnie zmarł nie pozostawiając materiałów swej pracy. Pracował nad stworzeniem profesjonalnego laboratorium hydrotechnicznego na uczelni, zostało ono zrealizowane już po jego śmierci przez jego następcę Maksymiliana Matakiewicza. Spoczął na Cmentarzu Łyczakowskim.

## Dorobek architektoniczny
- Kamienica Drągowskiego przy prospekcie Tarasa Szewczenki 20 (Akademicka), wspólnie z Piotrem Harasymowiczem /1884/
- Budynek klasztoru Zmartwychwstańców przy ulicy Piekarskiej 59, po 1919 internat, (współautor Albin Zagórski) /1888-1890/
- kościół Najświętszego Serca Pana Jezusa w Kutach (1898)[3]